# Symplektischer Vektorraum
Ein symplektischer Vektorraum oder kurz symplektischer Raum ist in der linearen Algebra ein Vektorraum zusammen mit einer symplektischen Form, das heißt einer nichtausgearteten alternierenden Bilinearform. Während die symmetrische Bilinearform „Skalarprodukt“ die Länge von Vektoren misst, betrifft die alternierende Bilinearform die Flächengröße des von zwei Vektoren aufgespannten Parallelogramms.

## Definition
Ein symplektischer Vektorraum über einem Körper {\displaystyle K} ist ein Vektorraum {\displaystyle V} zusammen mit einer Bilinearform {\displaystyle \langle {-},{-}\rangle \colon V\times V\to K}, die die folgenden beiden Eigenschaften besitzt:
- {\displaystyle \langle {-},{-}\rangle } ist alternierend, das heißt {\displaystyle \langle v,v\rangle =0} für alle {\displaystyle v\in V}
- {\displaystyle \langle {-},{-}\rangle } ist nicht ausgeartet, das heißt für jedes {\displaystyle 0\neq v\in V} existiert ein {\displaystyle w\in V} mit {\displaystyle \langle v,w\rangle \neq 0\,.}

Eine Bilinearform mit diesen beiden Eigenschaften wird auch symplektische Form genannt. Wegen
{\displaystyle 0=\langle v+w,v+w\rangle =\langle v,v\rangle +\langle v,w\rangle +\langle w,v\rangle +\langle w,w\rangle =\langle v,w\rangle +\langle w,v\rangle }
wechselt die alternierende Form bei Vertauschung ihrer Argumente ihr Vorzeichen.

## Beispiele
- Ist {\displaystyle B({-},{-})} ein hermitesches Skalarprodukt auf einem komplexen Vektorraum V, so ist {\displaystyle \langle v,w\rangle =\mathrm {Im} \,B(v,w)} eine symplektische Form auf V (als reeller Vektorraum aufgefasst).

- Eine wichtige Klasse symplektischer Räume bilden die hyperbolischen Ebenen: Ist V zweidimensional mit Basis {v,w}, und gilt {\displaystyle \langle v,w\rangle =1}, so heißt V oder das Tripel (V,v,w) eine hyperbolische Ebene. Es gilt dann

{\displaystyle \langle av+bw,cv+dw\rangle =ad-bc.}

## Klassifikation symplektischer Räume
Mittels eines geeignet modifizierten Gram-Schmidtschen Orthonormalisierungsverfahrens lässt sich zeigen:
Jeder endlichdimensionale symplektische Vektorraum hat gerade Dimension 2n, und es gibt eine Basis {\displaystyle \{e_{1},\ldots ,e_{n},f_{1},\ldots ,f_{n}\}} mit
{\displaystyle \langle e_{i},e_{j}\rangle =0}
{\displaystyle \langle f_{i},f_{j}\rangle =0}
{\displaystyle \langle e_{i},f_{j}\rangle =\delta _{ij}} (Kronecker-Delta).
Insbesondere sind alle symplektischen Räume der Dimension 2n isometrisch. {\displaystyle e_{i}} und {\displaystyle f_{i}} spannen für jedes i eine hyperbolische Ebene auf, der ganze symplektische Raum ist also eine orthogonale direkte Summe hyperbolischer Ebenen.
Eine Basis der obigen Form wird als Darboux-Basis oder symplektische Basis bezeichnet.
In der Physik werden die Elemente ei und fi als „kanonisch-konjugiert“ bezeichnet (z. B. Orts- bzw. Impuls-Variablen) und das symplektische Skalarprodukt  ist identisch mit der sogenannten Poisson-Klammer.
Die Automorphismen eines symplektischen Raumes bilden die symplektische Gruppe.

## Symplektische Mannigfaltigkeit
Symplektische Vektorräume sind die Grundlage für den Begriff der symplektischen Mannigfaltigkeit, der eine Rolle im Hamilton-Formalismus spielt. Genauso wie die symplektischen Vektorräume werden auch die symplektischen Mannigfaltigkeiten kurz symplektische Räume genannt. Analog zur symplektischen Bilinearform gibt es auf diesen Mannigfaltigkeiten ebenfalls symplektische Formen; hierbei handelt es sich um spezielle Differentialformen (eine Verallgemeinerung der alternierenden Bilinearformen).